# Rugby San Donà 2016-2017

## Eccellenza 2016-17

### Stagione regolare
| Incontro                 | Andata      | Ritorno |
| ------------------------ | ----------- | ------- |
| San Donà — Mogliano      | 23-20       | 13-25   |
| Rovigo — San Donà        | 25-25       | 22-30   |
| San Donà — Viadana       | 20-19       | 14-40   |
| Fiamme Oro — San Donà    | 10-13       | 16-17   |
| Reggio Emilia — San Donà | 20-0 a tav. | 15-20   |
| San Donà — Calvisano     | 17-59       | 17-26   |
| Petrarca — San Donà      | 48-19       | 14-15   |
| San Donà — Lyons         | 19-13       | 23-21   |
| S.S. Lazio — San Donà    | 21-11       | 12-28   |

#### Risultati della stagione regolare
| Posizione | G  | V  | N | P | PF  | PS  | DP   | B | Pen | Pt |
| --------- | -- | -- | - | - | --- | --- | ---- | - | --- | -- |
| 6ª        | 18 | 10 | 1 | 7 | 324 | 426 | -102 | 1 | 4   | 39 |

## Trofeo Eccellenza 2016-17

### Prima fase

#### Girone A
| Incontro           | Risultato |
| ------------------ | --------- |
| Lyons — San Donà   | 21-10     |
| San Donà — Viadana | 21-30     |

#### Risultati del girone A
| Posizione | G | V | N | P | PF | PS | DP  | B | Pt |
| --------- | - | - | - | - | -- | -- | --- | - | -- |
| 3ª        | 2 | 0 | 0 | 2 | 31 | 51 | -20 | 0 | 0  |